# Primera batalla de Capua
La primera batalla de Capua fue un conflicto bélico que enfrentó en el 212 a. C. al general cartaginés Aníbal y a dos ejércitos consulares romanos en las inmediaciones de Capua. La fuerza romana estaba dirigida por dos cónsules, Quinto Fulvio Flaco y Apio Claudio Pulcro. El ejército romano fue derrotado pero consiguió escapar. A pesar de que la victoria fue cartaginesa, a la larga, no serviría de nada a Capua. 

## Situación estratégica
La República Romana tenía desplegados por la península itálica al menos cuatro ejércitos. Estas fuerzas estaban preparadas para atacar Capua, mientras, Tiberio Sempronio Graco reclutaba otro ejército en Lucania. También había ejércitos estacionados en el Samnio, el Norte de Italia y la capital, Roma. Las fuerzas defensoras habían retomado Arpi, Casilinum y Sussela.
Por su parte Aníbal había cosechado considerables éxitos: Thruii, Metaponto y Heraclea de Lucania habían caído bajo su control. Hannón el Viejo por su parte se desplazaba por Brucio. Todo el territorio de Magna Grecia estaba aliado con Cartago a excepción de Rhegium y Tarento. Aníbal se desplazó al sur de Italia donde intentó ganarse la lealtad de los tarentinos. La ciudad sur-italiana cayó bajo su control en el 213 a. C.
En Hispania mientras tanto, las fuerzas romanas y cartaginesas estaban en un punto muerto y ninguna era capaz de obtener una ventaja decisiva. De hecho Asdrúbal podría haberse desplazado a África y aplastar la rebelión de Sifax sin que Escipión pudiera tomar el control de territorios de importancia.
En Sicilia proseguía el Sitio de Siracusa. En ese lugar, los romanos liderados por Marco Claudio Marcelo habían tomado ventaja sobre las fuerzas cartaginesas, diezmadas a consecuencia de la peste.

## Preludio
Capua se había rendido a Aníbal tras la Batalla de Cannas en el 216 a. C. Aníbal había invernado en la ciudad en el 215 a. C. y desde allí había dirigido sus campañas contra Nola y Casilinum. Sin embargo los romanos habían retomado Casilinum, desde donde se podía retomar Capua. Desde entonces se habían dirigido anualmente incursiones en territorio enemigo durante la época de la cosecha con el objetivo de evitar que los ciudadanos de Capua recogieran provisiones para el ejército cartaginés.
En el 212 a. C., los cónsules elegidos, Apio Claudio Pulcro y Quinto Fulvio Flaco decidieron sitiar Capua. El ejército romano, que estaba compuesto de ocho legiones (cuatro romanas y cuatro de aliados itálicos), acampó en las proximidades de la ciudad (primavera del 212 a. C.). Al ver la intención de los romanos, Capua decidió enviar una petición de ayuda a Aníbal. Como respuesta, Hannón y su ejército, que estaban en el norte de Brucio, se movilizaron y acamparon en las inmediaciones de Benevento. Las autoridades de la ciudad se habían retrasado en el transporte de provisiones, situación que aprovecharon Fulvio Flaco y Claudio Pulcvro que atacaron el campamento de Hannón y lo tomaron mientras la mayoría de las fuerzas cartaginesas habían salido a cazar. Hanón se vio oír tanto obligado a escapar a Brucio dejando a los romanos el control del territorio. Capua envío de nuevo una petición de ayuda a Aníbal. 
Aníbal envío entonces 2000 jinetes númidas bajo el mando de Hannón el Grande y Boaster para reforzar Capua. Los romanos llamaron a Tiberio Sempronio Graco para unir fuerzas, pero Graco cayó en una emboscada en Lucania y tras su muerte su ejército se dispersó.

## Batalla
Los númidas, junto a la caballería de Capua, irrumpieron en el campamento enemigo y en una serie de varias escaramuzas causaron un importante número de bajas a los romanos. Estos decidieron no iniciar ninguna acción hostil contra Capua antes de la llegada de Graco. Sin embargo, antes de la llegada de los esperados refuerzos, Aníbal desplazó su ejército a Campania y acampó sus fuerzas a orillas del Monte Tifata. Tras tres días de incertidumbre, Aníbal decidió retar a los romanos, que aceptaron la batallas. Durante la batalla ninguno de los dos bandos obtuvo una ventaja decisiva a pesar de la superoridad de la caballería númida que hizo estragos entre los romanos. Cuando los ejércitos vislumbraron la llegada de jinetes desde el sur decidieron romper filas y regresar a sus campamentos. El líder de los jinetes resultó ser un hombre llamado Cornelio, subalterno del finado Graco, que había reunido a su caballería y la había dirigido hacia Capua con el objetivo de unirse a los ejércitos consulares.

## Consecuencias
Aunque la batalla no produjo ningún resultado decisivo, los cónsules decidieron retirarse por completo de Campania. No se sabe si esto fue a causa de las bajas o debido a una estrategia deliberada. Fulvio Flaco avanzó a la cabeza de su ejército hacia Cumas mientras Claudio Pulcro se dirigía a Lucania. Aníbal entró en Capua y salió en persecución de Claudio. Claudio y la mayoría de su ejército lograron escapar, pero una parte del mismo, bajo las órdenes del pretor Marco Centenio Penula, fue aniquilado en la Batalla del Silaro. Aníbal, tras resolver la situación en Capua se dirigió a Brindisi. Los cónsules decidieron sitiar entonces de nuevo Capua durante la ausencia de Aníbal.